# Портяново
Портя́ново — деревня в Глазовском районе Удмуртии, в составе Верхнебогатырского сельского поселения.

## География
Деревня расположена на высоте 214 м над уровнем моря.
Улицы деревни:
- Портяновская

## Население
| 2010 | 2012 |
| ---- | ---- |
| 23   | →23  |

Численность постоянного населения деревни составляет 32 человека (2007).